# Угрин Іван Михайлович

Картина "Я українець"

Угрин Іван Михайлович (нар. 26 січня 1962, Підвисоке Снятинського район у Івано-Франківської області) — покутський художник, живописець, колекціонер кераміки та різних старовинних речей.

## Біографія
Народився у сім'ї простих селян. Батько Угрин Михайло Миколайович мав свою будівельну бригаду, мати Угрин Марія Іванівна була домогосподаркою. У 1969 році пішов в сільську школу, де старанно навчався. Завжди був авторитетом в однокласників. Із шкільних предметів любив історію та природу. Також любив багато читати. Закінчив 9 класів. Разом із татом змалечку працював у будівельний бригаді. Після школи пішов на курси зварювальника. Після закінчення курсів служив у армії із 5 квітня 1980 року по 1982 рік. У 1984 році одружився із Романюк Марією Іванівною. У тому ж році в сім'ї Угринів народилася старша дочка Вікторія. У 1987 році народилася менша дочка Марта.
У 2000 році поїхав в Іспанію на роботу і досі там проживає. Але дуже часто приїжджає додому, в Україну, до рідних та друзів, бо дуже сумує за домівкою та рідним краєм. Займається активною діяльністю. У власному буднику відкрив невеличкий музей, де колекціонує різні старовинні речі, а саме: кераміку, глечики, статуетки та багато іншого. Дружелюбний, справедливий, чесний, з дитинства любить всі християнські свята, часто ходив із друзям у вертепи та маланкування.
Дар малювання в художника був із народження, тільки вдалось його розкрити пізніше, коли по стану здоров'я стало важко працювати фізично. Малює свої картини вже більше 10 років.

## Творча діяльність

### Картини
Живописні яскраві роботи Івана Угрина вражають різноманітністю жанрів. Це картини на філософсько-релігійну, воєнну, соціальну, сімейну, дитячу, народну тематики. У створенні картин художник використовує не лише традиційні фарбу та пензлик, але й підручні матеріали: ватні палички, повітряні кульки, зубочистки, фен.
З митця картин-символів на глядача дивляться флористичні натюрморти, гротескні суспільні маски і традиційні образи-архетипи. Вони яскраво ілюструють так званий «закон варіативності» народного мистецтва, коли художній тиражований у фольклорі сюжет обрамлює власною індивідуальністю.
Всього у творчому активі майстра — понад 150 робіт.

## Виставки
Перша персональна виставка «Політ палітри», присвячена 60-літньому ювілею художника, була відкрита 26 січня 2022 року у літературно-меморіальному музеї імені Марка Черемшини, що знаходиться у м. Снятин. На цій виставці було представлено понад 12 картин.
Друга виставка під назвою «Магія народної творчості у картинах Івана Угрина» була представлена 20 липня 2023 року в художньо-меморіальному музеї імені Василя Касіяна у м. Снятин. Привітати митця із відкриттям виставки прийшли найрідніші люди, друзі дитинства та юності, «літературно-мистецька родина» Снятинщини.
Третя виставка картин художника була відкрита 19 травня 2024 року в музеї культури і книги Покуття у м. Снятин.

## Оцінка творчості
Людям подобаються картини митця. Багато друзів та знайомих часто відвідують всі його виставки. Давній друг Сергій Гнатчук називає художника «Покутським феноменом». А Іван Гринчак, місцевий художник, зауважив в кожній картині «…свій світ, свій почерк, свою філософію».
Іванна Стеф'юк (письменниця, етнографиня, літературознавиця) настільки захопилася творчістю художника, що захотіла щоб він намалював одну із своїх картин на її футболці.
«Роботи, які вражають своєю колоритною простотою», — саме так схарактеризував картини Івана Угрина односельчанин, а в минулому і вчитель митця Андрій Гнатчук, який разом із дружиною відвідали виставку художніх робіт. Односельчани художника цікавляться творчістю Івана Угрина, приходять в музеї та із захопленням розглядають виставку, впізнаючи рідні сільські вулички та замальовки із життя.